# جوزيف ويلف
جوزيف ويلف (بالإنجليزية: Joseph Wilf)‏ هو شخصية أعمال أمريكي، ولد في 1925 في Jarosław ‏ في بولندا، وتوفي في 3 أغسطس 2016 في Hillside, New Jersey ‏ في الولايات المتحدة.